# Crissey (Saône-et-Loire)
Crissey település Franciaországban, Saône-et-Loire megyében. Lakosainak száma 2473 fő (2022. január 1.). Crissey Virey-le-Grand, Chalon-sur-Saône, Châtenoy-en-Bresse, Fragnes-La Loyère és Sassenay községekkel határos.

## Népesség
A település népességének változása:
| Lakosok száma | 2497 | 2500 | 2570 | 2480 | 2475 | 2469 | 2460 | 2452 | 2473 |
|               | 2013 | 2015 | 2016 | 2017 | 2018 | 2019 | 2020 | 2021 | 2022 |